# 玫红铃子香
玫红铃子香（学名：Chelonopsis rosea），为唇形科铃子香属下的一个植物种。